# Шреер, Тобиас Готфрид
Тоби́ас Го́тфрид Шре́ер (нем. Tobias Gottfried Schröer; 14 июня 1791, Прессбург — 2 мая 1850, Братислава) — австрийский историк литературы, педагог, драматург.

## Биография
Тобиас Готфрид Шреер родился в протестантской семье, изучал богословие, классическую филологию и гебраистику в Университете Галле, после чего вернулся в родной город и с 1817 по 1850 год преподавал в местном протестантском лицее историю, археологию и эстетику. 
В марте 1850 года был назначен школьным инспектором округа Братиславы, однако скончался спустя два месяца после назначения. Интересовался историей немецких поселений в Венгрии, пытался распространять в венгерских землях протестантское вероучение.
Кроме драмы «Leben und Thaten Emerich Tököly», вызвавшей крайне негативную реакцию со стороны австрийских церковных кругов, ряда учебников по истории и истории литературы, написал сочинение «Briefe über die Hauptgegenstände der Aesthetik» (1838; в 1898 году — 25-е издание).
Сын — лингвист Карл Юлий Шреер.